# FN Five-seveN
FN Five-seveN je poluautomatski pištolj kojeg je dizajnirala i proizvela belgijska tvrtka Fabrique Nationale de Herstal. Pištolj je nazvan po svom kalibru (5,7 mm) i po inicijalima proizvođača—FN. Five-seveN je lagano oružje građeno od polimera, s velikim kapacitetom, dvostranim kontrolama, kratkim trzajem i sa sposobnošću da probije balistički prsluk.
Prodaja FN Five-seveN pištolja bila je ograničena vojnim i policijskim kupcima, ali je od 2004. dopuštena prodaja civilima za osobnu zaštitu, streljaštvo i slične primjene.
Five-seveN je trenutno u službi vojnih i policijskih odjela u više od 40 zemalja uključujući Kanadu, Francusku, Grčku, Indiju, Poljsku, Španjolsku i SAD.

## Povijest

### Razvoj
Five-seveN i njegovo streljivo FN 5,7×28mm je razvio FN Herstal kao odgovor na NATO-ov zahtjev za zamjenu metka 9×19mm Parabellum.
1989. je NATO objavio dokument D/296, navodeći niz preliminarnih specifikacija tog oružja:
- novi metak bi trebao imati veći domet, bolju preciznost i terminalne performanse nego 9×19 mm Parabellum; uz to bi bilo poželjno da metak bude sposoban za probijanje balističkih prsluka,
- ručno oružje za osobnu obranu (pištolj) trebao bi težiti manje od 1 kg, a težina od 700 g smatra se poželjnom, i da oružje u svom spremniku ne smije imati manje od 20 metaka,
- oružje treba biti dovoljno kompaktno da korisnik nosi oružje bez uporabe ruku, bilo u vozilu ili u kokpitu zrakoplova i da učinkovito djeluje u svim vremenskim uvjetima.

FN Five-seveN je predstavljen 2000. kao oružje koje će nadomjestiti potrebu vojnika/policajca za oružjem koje ima veću probojnu i kinetičku moć koju općeprihvaćeni i općeprošireni pištolj Glock nije imao. Prvenstveno rađen za metke FN 5,7×28mm koji su prvi puta predstavljeni s lakim automatom FN P90 koji je dizajniran za potrebe posada vozila koja su trebala oružje veće penetracijske snage i dometa od pištolja, a nisu imale mjesta za standardne jurišne puške. Sam metak svojim dizajnom nudi veliku probojnu moć, 30% manji trzaj nego standardno zrno.

### NATO-va procjena
Godina 2002. i 2003., NATO je provodio niz ispitivanja s namjerom standardizacije kalibra za osobno obrambeno oružje (Personal Defense Weapon) i za zamjenu kalibra 9×19mm Parabellum. Testovi su uspoređeni s relativnim zakonskim pravima kalibra FN 5,7×28mm i HK 4,6×30mm, kojeg je stvorio njemački proizvođač vatrenih oružja Heckler & Koch kao suparnik 5,7×28mm. Rezultate NATO-vih testova je analizarala grupa stručnjaka iz Kanade, Francuske, UK-a i SAD-a čiji je zaključak bio da je 5,7×28mm "nesumnjivo" više učinkoviti kalibar.
Međutim, njemačka delegacija i ostali odbili su NATO-vu preporuku da 5,7×28mm bude standardiziran, zaustavljajući je na neodređeno vrijeme. Kao rezultat, razne NATO-ve članice su neovisno usvojile 4,6×30mm i 5,7×28mm (i povezana oružja).

### Sadašnje vrijeme
Povijesno gledajući, FN Herstal je ograničio prodaje Five-seveN-a vojsci i kupcima koji su u drugim zakonskim službama, ali 2004. novi je model Five-seveN IOM uveden koji je omogućio civilima koristiti športsko streljivo 5,7×28mm. Model IOM je uključio nekoliko inačica u dizajnu, kao što je šina M1913 za dodatke i podesive ciljnike. Iako dostupan samo sa športskim streljivom, uvođenje Five-seveN-a u civilnu uporabu imao je jaku oporbu u organizacijama koje se bave kontrolom oružja, kao što je kampanja Brady.
Daljnji razvoj pištolja Five-seveN-a doveo je do modela USG, kojeg je 2004. odobrio Zavod za alkohol, duhan, vatreno oružje i eksplozive (ATF) koji je i dio Ministarstva pravosuđa SAD-a, kao sportsko vatreno oružje. Model USG sadrži konvencionalno oblikovan četverokutni štitnik za okidač, dvostrani gumb za otpuštanje šaržera i ostale manje promjene. To je pištolj kojeg FN Herstal trenutno nudi, ali je u nekoliko boja dostupan zajedno s opcijama ciljnika.

## Dizajn
Five-seveN je poluautomatski pištolj s odgođenim blowbackom (operativnim sustavom za samopuneća oružja gdje se prikuplja energija od kretanja čahure koju plinovi guraju prema nazad) kalibriran za FN-ovo streljivo 5,7×28mm. Pištolj se na prvi pogled čini kao da je bez čekića za udarnu iglu poput striker-fired pištolja, ali ima skriveni čekić koji se nalazi unutar klizača. Ovaj pištolj većim dijelom je napravljen od polimera, čak je i čelični klizač obložen polimernom prevlakom. Na ovaj način se smanjila masa i povećala otpornost na koroziju, također sprječava neželjeni odbljesak svjetla. Polimerni pokrov na klizaču daje pištolju izgled kao da je sav napravljen od polimera, ali unutrašnjost klizača, cijev, okidač, opruge i slični dijelovi napravljeni su od čelika. Međutim, neobično je lagan, teži samo 744 g s napunjenim spremnikom od 20 metaka.
Five-seveN je pištolj normalne veličine s dužinom od 208 mm, visine 137 mm i najveće širine 36 mm. Ima isti stupanj zakrivljenosti drške kao i istaknuti Browning Hi-Power i M1911. Unatoč znatnoj dužini svog streljiva 5,7×28mm, rukohvat nije osobito glomazan, udaljenost od okidača do stražnjeg dijela drške je 69,85 mm, što je identično pištolju M9 kalibra 9×19mm koji je izdan američkoj vojsci. Five-seveN-ova cijev je kromirana i kovana hladnim kovanjem, s ukupnom dužinom od 122 mm i dužinom žljebova od 94 mm. Cijev teži 113 g i ima osam žljebova usmjerenih u desno 1:231 mm. Pretpostavljeni minimalni vijek trajanja mu je do 20 000 ispucanih metaka i poznat je po svojoj preciznosti.
Trenutni modeli su sada jednoakcijski (oslobađanje čekića za udarnu iglu pri svakom stisku okidača) i imaju lagani stisak okidača od 2 do 3 daN (dekanjutna). Imaju Picatinny šinu za postavljanje dodataka i osigurač za spremnik. Tekstura na trenutnim pištoljima sadrži male kockaste izbočine za bolje držanje, a klizač ima na svakoj strani uske ureze za lakše natezanje. Okidač i njegov štitnik također imaju ureze da ne bi bilo sklizanja, štitnik je produžen kako bi se olakšalo korištenje pištolja s rukavicama.

### Streljivo
Posebni značaj u dizajnu pištolja Five-seveN je malo-kalibarsko bočastovratno streljivo velike brzine. FN Herstal je stvorio 5,7×28mm za NATO-v zahtjev za zamjenu 9×19mm Parabellum metka koji se najčešće koristi kod kratkih strojnica (puškomitraljeza) i pištolja. 5,7×28mm teži 6,0 g—otprilike upola manje od tipičnog 9mm—radeći dodatnu, t.j. više streljiva manje mase, ili omogućujući nošenje više streljiva. Budući da 5,7×28 mm ima relativno malen promjer, neobično velik broj metaka stane u spremnik. Taj kalibar/metak je jako glasan i radi veliki bljesak tijekom paljbe, ali zato ima 30% manji trzaj nego 9×19 mm, poboljšavajući upravljivost. Zbog svoje velike brzine, 5,7×28mm također leti izuzetno ravnom putanjom.
Jedan od ciljeva dizajna za standardni tip metka 5,7×28mm, je bila da ima sposobnost probiti zaštitne prsluke od kevlara—kao što su NATO CRISAT—prsluk koji može zaustaviti konvencionalne pištoljske metke. Kada se 5,7×28mm SS190 ispuca iz Five-seveN-a, tada ima brzinu približno 650 m/s i sposoban je probiti CRISAT s udaljenosti od 100 m, ili 48 slojeva kevlarskog materijala (otprilike ekvivalent dvaju naslaganih ploča kevlarskih prsluka II. stupnja) s udaljenosti od 50 m. Također je sposoban probiti prsluk PASGT s 300 m ili kacigu PASGT s 240 m. FN je izjavio da je učinkoviti domet Five-seveN-a 50 m, a najveći domet 1510 m.
U testu kojeg je proveo šerifov odjel u okrugu Passaic, NJ, SS190 napravio je udubinu dugu 27 cm u balističkom želatinu i udubinu dugu 23 cm u želatinu s kevlarskim prslukom. U ispitivanju, SS190 i ostali slični metci 5,7×28mm stalno su se okretali iznad točke, išli prema gore, umjesto da prođu kroz želatinu kako bi stvorili veću šupljinu rane. Kako god, neki su skeptični o terminalnoj izvedbi metka i to je predmet rasprava među civilnim strijelcima u Sjedinjenim Državama.
Projektil 5,7×28mm potencijalno predstavlja manji rizik kolateralne štete nego drugi pištoljski metci, zato što dizajn projektila ograničava probojnost, isto kao i rizik od odbijanja. Čak i predstavlja manji rizik ako promaši metu jer gubi većinu svoje kinetičke energije nakon što prijeđe 400 m, dok poznatiji 9 mm zadržava energiju nakon 800 m.

### Kapacitet
Pištolj Five-seveN koristi odvojive šaržere/spremnike/okvire, ali ono je neobično jer se bez šipke, koja se nalazi u stražnjem dijelu klizača i gura metak iz spremnika, može staviti metak u cijev, imajući samo nakošenu cijev, njegovo držanje streljiva je samo po sebi pouzdano jer koristi bočastovratne metke (čahure metka nalik na bocu). Pištolj dolazi s okvirima od 20 metaka kao standard ili 10 metaka, ako je u državi zakonom ograničen takav maksimalan kapacitet. Five-seveN također može imati produženi spremnik od 30 metaka, koji viri iz pištolja za 38 mm. S jednim metkom u cijevi, Five-seveN ima sveukupni kapacitet od 11, 21 i 31 metaka, ovisno kakav se spremnik koristi. Njegovi spremnici su dosta široki pa zbog toga ne mogu stati u univerzalne torbice za okvire, no postoje torbice za Five-seveN-ove spremnike raznih proizvođača.

### Kontrole
Sve kontrole (isključujući okidač) na Five-seveN USG-u i ranijim modelima su od sivog polimera, kao kontrast tijelu pištolja u crnom polimeru i prevlaci klizača. Na sličan način, sve kontrole na modelima FDE i ODG su od crnog polimera, kao kontrast pustinjskom uzorku i maslinasto zelenoj boji na tijelu pištolja. Mala poluga za otpuštanje klizača je smještena na prednjem dijelu lijeve strane tijela pištolja, a otpusnica klizača na stražnjem dijelu lijeve strane. Indikator cijevi, u obliku igle unutar sićušne rupe, se nalazi na lijevoj strani klizača. Kada je metak u cijevi, ta igla će izviriti za 1,6 mm, što je dovoljno da se osjetno i vizualno vidi kakav je status cijevi.
Sadašnji modeli Five-seveN-a imaju dvostrane ručne osigurače koji se nalaze na nekonvencionalnom položaju: jedna kontrola je na svakoj strani tijela pištolja iznad štitnika okidača, gdje je dohvatljivo s prstom na okidaču ili palcem druge potporne ruke. Crvena točka je vidljiva tamo kada je osigurač deaktiviran i kada je pištolj spreman za paljbu; kada je osigurač pomaknut prema uzdignutom položaju, aktiviran je i crvena točka se ne vidi. Five-seveN-ov gumb za otpuštanje spremnika, smješten na lijevoj strani tijela pištolja (okvira) gdje se štitnik okidača križa s drškom, je kvadratno oblikovan te reverzibilan za lijevoruke strijelce.
Five-seveN se može lako i brzo rastaviti, korištenjem lijeve ruke da se klizač povuče prema nazad za 5 mm, tijekom toga istovremeno koristeći palac lijeve ruke, stisne i prema nazad drži poluga za otpuštanje. Kada je klizač otpušten, slobodno se kreće i cijeli klizač sa svojim dijelovima se može odvojiti od okvira (tijela pištolja), nakon čega se cijev zajedno s oprugom za trzaj mogu maknuti iz klizača. Ovaj stupanj rastavljanja je dovoljan za temeljito čišćenje pištolja, FNH USA ne preporučuje daljnje rastavljanje, osim ako to radi ovlašteni oružar FN Herstala. Sastavljanje se radi u obrnutom redoslijedu, ali bez korištenja poluge za rastavljanje.

### Ciljnici i dodaci
Five-seveN-ov promjer ciljnika je 178 mm; pištolj trenutno je dostupan s podesivim ili fiksnim ciljnicima. Podesivi ciljnik tipa "tri točkice" sastoji se od stražnjeg usječenog ciljnika dužine 2,9 mm i šiljastog prednjeg čija je bočna dužina 3,6 mm i visina 9,2 mm. Ciljnici mogu ciljati najviše do 91,4 m, ali se mogu podešavati za utjecaj vjetra i elevacije. Fiksni ciljnici C-More sustavom "tri točkice", koji su ponuđeni kao alternativa niskog profila za podesive ciljnike, jedino mogu biti prilagođeni utjecaju vjetra. Fiksni ciljnici mogu ciljati do 7,6 m i dostupni su bez ili s beta-svjetlosnim umetcima ("noćni ciljnici") za lakše korištenje pištolja u prigušenom prosvjetljenju.
Five-seveN se isporučuje u tvrdom koferu zajedno s ključevima za zaključavanje, alatom za mijenjanje strane gumba za otpust šaržera, alatom za podešavanje ciljnika (nije uključeno s modelom koji ima fiksne), opremom za čišćenje, priručnikom i s tri spremnika/šaržera kapaciteta 20 metaka (ili 10 ako je zakonom tako ograničeno u mjestu dostave).
Five-seveN se može koristiti zajedno sa širokim rasponom dodataka; futrole/holsteri su dostupni od raznih proizvođača, a pištoljeva šina MIL-STD-1913 (Picatinny) će primiti bilo kakve taktičke svjetiljke ili laserske ciljnike. S korištenjem produžene navojene cijevi, pištolj također može biti opremljen prigušivačima zvuka pucnja (supresorima) koje su razvili razne kompanije poput Gemtecha, Silencercoa i ostalih. Gemtech SFN-57, koji je razvijen 1998. samo za Five-seveN, je mat crni aluminijski prigušivač dužine 147 mm, promjera 32 mm i težine 147 g. Izraelski proizvođač FAB Defense nudi kompletnu opremu KPOS G2 FN 5.7 za konverziju Five-seveN-a koja omogućuje pištolju da bude rekonfiguriran u "oružje osobne obrane", CornerShot nudi oružni sistem kompatibilan s Five-seveN-om koji omogućava strijelcu da cilja i puca iz raznih kutova bez da bude izložen.

## Inačice
Five-seveN
Originalni Five-seveN uveden je 1998. i sada je ukinut. Nije imao ručni osigurač, šinu za dodatke, kočnicu za klizač i bio je samo dvostruko-akcijski, s teškim stiskom okidača od 4,5 do 6,5 daN; njegov okidač bio je grubo kritiziran. Izvorni Five-seveN imao je šljunčani uzorak na dršci, niske fiksne ciljnike i velik polukružno oblikovani štitnik okidača dizajniran da olakša držanje pištolja s rukavicama. Klizač (slide) mu nije bio nazubljen kao na novijim modelima. Pištolj je također imao drukčije urezane oznake, s time da je logo FN smješten na lijevu stranu tijela pištolja iznad okidačevog štitnika (triggerguard).
Five-seveN Tactical
Five-seveN Tactical uveden je ubrzo nakon izvornog dvostruko akcijskog modela, inačica Tactical se pojavila kao jedno akcijska alternativa. Ova inačica imala je kraći i lakši stisak okidača od 2 do 3 daN-a, kao na sadašnjim modelima. Dobio je dodatke kao što su dvostrani osigurači stavljeni na obje strane pištolja i kočnicu. Osim ovih izmjena, Tactical je bio identičan prvom Five-seveN-u. Ova inačica ukinuta je nakon što se pojavio model IOM.
Five-seveN IOM
Five-seveN IOM (Individual Officer Model) bio je prvi model dostupan civilnim strijelcima, debitirao je 2004. Proizvodnja je obustavljena zbog slave modela USG. IOM je bio sličan u svom osnovnom dizajnu, inačici Tactical, ali se razlikovao jer je imao MIL-STD-1913 (Picatinny) šinu, nazubljeni klizač i štitnik okidača, i skroz podesive ciljnike. Također je imao i ugrađen osigurač za otpuštanje spremnika/šaržera kako bi se spriječilo pucanje pištolja bez spremnika.
Five-seveN ODG
Five-seveN ODG (Olive Drab Green) model napravljen je prema istim specifikacijama kao i sadašnji Five-seveN USG, ali se pojavio u maslinasto-zelenoj boji i crnim kontrolama, za razliku od uobičajeno crnog završnog sloja i sivim kontrolama kao što ima Five-seveN USG. Kao i model USG, ODG je bio dostupan s podesivim ili fiksnim ciljnicima. Od 2012., FNH USA više ne ubraja ODG u svom popisu.

### Varijante
Five-seveN USG je trenutni standardni model koji se proizvodi. Ovu inačicu je odobrio ATF kao sportsko oružje 2004., zamijenivši IOM. USG zadržava promjene kakve je imao IOM, ali ima daljnjih izmjena, uključujući uski prugasti uzorak na dršci i veći dvostrani gumb za otpust spremnika. Izvorno je napravljen s podesivim ciljnicima, ali od 2009. je dostupan s fiksnim. Model USG crne je boje i ima sive kontrole kao standard.
Five-seveN MK2 je uveden 2013., prikazan je na službenoj stranici FN Herstala. Ovaj novi model ima metalni klizač pod polimernom prevlakom, dok prijašnji modeli imaju dvodijelne zavarene metalne klizače. MK2 prikazan na FN-ovoj web-stranici je inačica s fiksnim ciljnicima, inačica s podesivim fotografirana je na ovogodišnjem sajmu SHOT show 2013 u Las Vegasu, NV. Stražnji ciljnik na inačici s podesivim ciljnicima je promijenjen, sada ima poboljšanu konstrukciju i bijeli ciljnik s ravnim rubom, ta promjena opisana je kao "borbeni podesivi ciljnici".
Ova inačica ima veću masu (s praznim šaržerom: 670 g) od USG-a koji ima 667 g. Također se razlikuju širini drške, MK2 ima 32,51 mm, dok USG ima 30,73 mm. Isto kao i u horizontalnoj dužini drške, MK2: 57,40 mm, USG: 56,89 mm, te širini prednjeg dijela klizača, MK2: 27,68 mm, USG: 24,13 mm, na kojem su i dodani novi prugasti rezovi. Postoje je i neke manje kozmetičke promjene u spremniku/šaržeru.

## Korisnici
Prva vojna organizacija koja je uvela Five-seveN u uporabu je ciparska nacionalna garda (grč. Εθνική Φρουρά). U svibnju 2000. kupila je 250 pištolja za svoje specijalne postrojbe. Već 2009. Five-seveN je bio u službi policija i vojska više od 40 država diljem svijeta, a iste je godine libijska vojska kupila 367 pištolja od FN Herstala, zajedno s raznim ostalim FN-ovim proizvodima, u kontroverznoj prodaji procijenjenoj na 11.500.000€. Ove pištolje su koristile vojne postrojbe Muammara Gaddafija u libijskom civilnom ratu 2011., a i libijski pobunjenici su fotografirani s primjercima ovog pištolja.
U SAD-u, Five-seveN se koristi u preko 300 zakonskim agencijama, uključujući Američku tajnu službu:

| Država            | Organizacija |
| ----------------- | --- |
| Belgija           | Composante Air (belgijsko ratno zrakoplovstvo) Composante Terre (belgijska vojska) Uprava za specijalne postrojbe (DSU), grupa Federale Politie/Police Fédérale Policija grada Liègea                                |
| Kanada            | Service de police de la Ville de Montréal (SPVM), timovi SWAT u Montrealu, Quebec |
| Cipar             | Εθνική Φρουρά (ciparska nacionalna garda, specijalne postrojbe), 250 pištolja kupljeno 2000. |
| Francuska         | Obavještajna agencija Direction Générale de la Sécurité Extérieure (DGSE) GIGN (anti-teroristička postrojba Gendarmerie Nationalea) Recherche Assistance Intervention Dissuasion (RAID) (postrojba Police Nationale) |
| Grčka             | Ειδική Κατασταλτική Αντιτρομοκρατική Μονάδα (EKAM, postrojba grčke policije) |
| Gvatemala         | Dirección General de Inteligencia Civil (DIGICI, obavještajna agencija) |
| Indija            | Grupa za specijalnu zaštitu (SPG) dodijeljena indijskom premijeru i ostalim službenicima |
| Indonezija        | Komando Pasukan Katak (Kopaska) (taktička ronilačka grupa indonezijske mornarice) Komando Pasukan Khusus (Kopassus) (specijalne postrojbe indonezijske vojske)                                                       |
| Italija           | Col Moschin 9º Reggimento d'Assalto Paracadutisti (9. padobranska jurišna pukovnija talijanske vojske) |
| Libija            | Libijska vojska, 367 pištolja kupljeno u 2008. |
| Meksiko           | Ejército Méxicano (meksička vojska) Estado Mayor Presidencial (EMP; predsjednička garda) Fuerzas Especiales (FES; specijalne postrojbe meksičke mornarice)                                                           |
| Nepal             | Oružane snage Nepala |
| Peru              | Grupo de Fuerzas Especiales (GRUFE) (postrojba oružanih snaga Perua) |
| Poljska           | Grupa Reagowania Operacyjno-Manewrowego (GROM) specijalne postrojbe |
| Saudijska Arabija | 12.000 pištolja kupljeno u 2007. za oružane snage Saudijske Arabije |
| Singapur          | 500 pištolja za singapurske oružane snage (CDO FN) |
| Španjolska        | Fuerzas Armadas Españolas (oružane snage Španjolske) Pozuelo de Alarcón (Madrid) općinska policija |
| Surinam           | Službe osiguranja |
| Tajland           | กองทัพบกไทย (kraljevska Thai vojska) |
| SAD               | Američka tajna služba Policija u Duluthu, Georgia Okrug Passaic SWAT tim, New Jersey |

## Vanjske poveznice
- Službena stranica  Arhivirana inačica izvorne stranice od 25. listopada 2013. (Wayback Machine)
- Službena stranica – FNH USA
- FN Five-seveN na IMFDb-u
- Priručnik za vlasnike

Video
- Video o FN Five-seveN-u – hickok45
- Rastavljanje
- Balistički učinak 5,7×28mm na mekani kevlarni prsluk – Profesionalni balističar "Brass Fetcher"